# Farida Bedwei
Farida Nana Efua Bedwei (sinh ngày 6 tháng 4 năm 1979) là một kỹ sư phần mềm người Ghana và đồng sáng lập của Logiciel, một công ty công nghệ tài chính ở Ghana. Farida Bedwei đã xây dựng các ứng dụng di động và doanh nghiệp, và cũng được biết đến với kiến thức sâu về kiến trúc phần mềm và triển khai các dịch vụ di động, đặc biệt là cho các ứng dụng ngân hàng.

## Tuổi thơ
Một năm sau khi Farida chào đời, cô được chẩn đoán mắc chứng bại não. Cô sinh ra ở Lagos, Nigeria và sống thời thơ ấu ở ba quốc gia khác nhau (Dominica, Grenada và UK) do tính chất công việc của cha cô với Chương trình Phát triển Liên Hợp Quốc. Gia đình cô chuyển đến Ghana khi cô 9 tuổi và học tại nhà đến 12 tuổi.

## Giáo dục
Cô được giáo dục tại nhà cho đến năm 12 tuổi khi lần đầu tiên được gửi đến một trường chính phủ ở Ghana. Cha mẹ của Farida ở tuổi 15 nhận thấy niềm đam mê ban đầu của cô với máy tính và quyết định đăng ký cho cô vào một khóa học máy tính một năm tại trung tâm công nghệ thông tin St. Michael, khiến cô trở thành một trong những người trẻ nhất trong lớp và cũng cho phép cô bỏ qua Trung học. Sau đó, cô lấy bằng một năm về Khoa học Máy tính của Đại học Hertfordshire ở Vương quốc Anh (từ 2004 đến 2005) và tiếp tục lấy chứng chỉ Quản lý dự án năm 2009 từ Viện Quản lý và Hành chính công Ghana (GIMPA).

## Nghề nghiệp
Farida Bedwei bắt đầu sự nghiệp với tư cách là nhân viên phát triển phần mềm tại Soft Company Ltd (nay là Softtribe), và sau đó chuyển sang Rancard Solutions Ltd, nơi cô đã chuyển từ vị trí nhà phân tích giải pháp sang Senior Software Architect từ năm 2001 đến năm 2010 